# Passerelle du Bois de la Bâtie
La passerelle du Bois de la Bâtie est un pont piéton sur l'Arve, situé dans le canton de Genève, en Suisse.

## Localisation
La passerelle du Bois de la Bâtie est le onzième pont le plus en aval de l'Arve: c'est également le dernier pont avant la jonction de l'Arve avec le Rhône. Il relie le Bois de la Bâtie sur la rive gauche et le quartier de La Jonction sur la rive droite.